# Michael Imoudu
Michael Athokhamien Omnibus Imoudu (* 7. September 1902 in Owan West, brit. Protektorat Yorubaland; † 22. Juni 2005 in Sabongida-Ora, Bundesrepublik Nigeria), allgemein bekannt als Pa Imoudu, war mutmaßlich der profilierteste Gewerkschaftsführer und -aktivist im kolonialen Nigeria.

## Frühes Leben und Ausbildung
Imoudu wurde 1902 auf dem Gebiet des wenige Jahre zuvor durch die britische Strafexpedition unterworfenen Königreiches Benin geboren, sein Vater war Soldat der westafrikanischen Grenztruppen (WAFF) und hatte in Ostafrika und Gambia gedient. Nach dem Tod seiner Eltern im Jahr 1922 begleitete er seinen Onkel, einen Streckenarbeiter bei der Eisenbahn, ins östliche Nigeria, wo er seine Grundschulausbildung abschloss und als Yoruba die Igbo-Sprache erlernte. 1928 reiste er nach Lagos und fand ein Jahr später Arbeit als Tagelöhner, außerdem arbeitete er als Streckenarbeiter in der Post- und Telegrafenabteilung, bevor er bei der Eisenbahn als Drechslerlehrling anfing.

## Karriere als Gewerkschaftsführer
Imoudu begann seine gewerkschaftlichen Aktivitäten als Mitglied der Railway Workers Union (RWU), die sich während der Kolonialzeit zu einer der militantesten Gewerkschaften des Landes entwickeln sollte. Die Gewerkschaft wurde 1931 gegründet. 1939 wurde Imoudu Präsident der Gewerkschaft, und im selben Jahr wurde die Gewerkschaft gemäß der Trade Union Ordinance registriert, die den Gewerkschaften die rechtliche Befugnis verlieh, Tarifverhandlungen mit ihren Arbeitgebern zu führen. Die RWU war die erste Gewerkschaft, die nach diesem Gesetz registriert wurde. Unter der Führung von Imoudu erneuerte die Gewerkschaft ihre Forderung nach höheren Löhnen, dauerhafteren Arbeitsverträgen und besseren Arbeitsbedingungen. Imoudu trat 1941 ins Rampenlicht, als er von der Regierung und Eisenbahnleitung die Verbesserung der Arbeitsbedingungen der technischen Angestellten forderte.
Obwohl die Kolonialregierung einigen ihrer Forderungen zustimmte, setzte die Bahnverwaltung die Änderungen nur langsam um. Am 30. September 1941 fanden die Mechaniker ihre Tore auf Anweisung des Betriebsleiters verschlossen vor. Imoudu führte daraufhin einen Marsch zum Regierungssitz in Lagos Island an und forderte die Absetzung des Werksleiters. Obwohl die Demonstration erfolgreich war, kam es später immer wieder zu Zusammenstößen zwischen Imoudu und den europäischen Managern. Imoudu geriet wegen der Vorzugsbehandlung europäischer Beamter immer wieder in Konflikt mit den europäischen Führungskräften. Zwischen 1941 und 1943 wurde er mehrfach abgemahnt und im Januar 1943 entlassen.
Im Juli 1941 fand in Lagos ein repräsentatives Treffen einiger ausgewählter Gewerkschaften in Nigeria statt. Das Treffen führte zur Gründung der African Civil Servants Technical Workers Union, um die Interessen der afrikanischen technischen Arbeiter zu schützen. Imoudu, Vertreter der Eisenbahngewerkschaft, wurde zum Vizepräsidenten gewählt. Die neue Gewerkschaft begann, sich für die Gewährung einer Lebenshaltungskostenbeihilfe oder einer Kriegsprämie einzusetzen. 1942 verhandelte Imoudu mit der Regierung über die Gewährung einer Lebenshaltungskostenbeihilfe (Cost of Living Allowance, COLA) für die Arbeitnehmer, um die Auswirkungen der Inflation infolge des Zweiten Weltkriegs abzumildern. Die Regierung machte 1942 unter der Führung von Bernard Bourdillon einige Zugeständnisse in Bezug auf die COLA, die jedoch von Arthur Richards zum Teil wieder zurückgenommen wurden.
Nach seiner Entlassung wurde Imoudu 1943 inhaftiert, aber seine Inhaftierung wurde später in eine Bewegungsbeschränkung nach den Nigerian General Defence Regulations, 1941, umgewandelt, die eng mit den britischen Defence Regulations des Zweiten Weltkriegs verbunden waren. Nach dem Ende des Krieges wurde er am 20. Mai 1945 freigelassen. Sein Einzug in Lagos am 2. Juni 1945 glich einem Triumphzug. Im selben Jahr verhandelte die organisierte Arbeiterbewegung über eine Verbesserung der COLA-Bedingungen. Am 21. und 22. Juni 1945 führte Imoudu den radikalen Flügel der organisierten Gewerkschaft an und rief erfolgreich zum Generalstreik auf.
1946 hatte sich Imoudu mit der Igbo-Partei NCNC identifiziert und wurde in den Exekutivrat der Partei berufen. Zusammen mit Nnamdi Azikiwe und Herbert Macaulay gehörte er der NCNC-Delegation an, die in London gegen die Richards-Verfassung von 1946 protestierte.
Von 1947 bis 1958 war Imoudu Vorsitzender verschiedener Gewerkschaften. Er war Präsident des Trade Union Congress of Nigeria, eines Zusammenschlusses verschiedener Gewerkschaften des Landes. Der Verband war zunächst erfolgreich, ihm gehörten 45 der damals 57 registrierten Gewerkschaften an. Es kam jedoch zu Konflikten zwischen radikalen und gemäßigten Aktivisten. Imoudu wurde 1960 nach einem Besuch in der Sowjetunion und in China als Präsident des TUC suspendiert und verursachte eine Spaltung, die die Labour Unity Front hervorbrachte.
1986 wurde Imoudu mit einem nach ihm benannten Arbeitsinstitut, dem Michael Imoudu National Institute for Labour Studies (MINILS), geehrt.
In den 1980er Jahren schloss sich Imoudu der sozialdemokratischen People's Redemption Party als stellvertretender nationaler Vorsitzender an. Im Sinne seiner Wohlfahrtsideologie vergab er Stipendien an Jugendliche, um in der UdSSR, China und in der DDR zu studieren.

## Tod
Imoudu verstarb am 22. Juni 2005 unweit seines Geburtsortes im Alter von beinahe 103 Jahren. Seine Lebensspanne erstreckt sich von den Anfängen des britischen Kolonialismus in Nigeria bis in die heute bestehende Vierte Republik.

## Persönlichkeit
Imoudu strebte nie nach persönlichem Wohlstand; er besaß nie ein eigenes Haus oder ein Auto.